# 吴芳 (中共早期党员)
吴芳（1899年—1930年9月16日），湖南省华容县人，中国共产党早期党员，历任历任中共山东省委书记、中共青岛市委书记、湖北省总工会党团书记等职。

## 生平
1899年，吴芳出生于湖南省华容县潘家乡黄蓬垸的一个书香之家，父亲以教书为业。吴芳在7岁时开始到私塾读书，于1915年考入岳阳湖滨中学，1917年转入长沙船山学校。在1919年的五四运动中，吴芳也十分活跃。1920年，吴芳自长沙船山学校毕业。
1920年8月，毛泽东、何叔衡等人发起了湖南俄罗斯研究会，吴芳加入该会，学习俄国十月革命经验和共产主义理论。后经俄罗斯研究会介绍，吴芳与任弼时、萧劲光等人赴上海到由上海共产主义小组创办的外国语学社学习俄语，准备赴苏俄学习。吴芳等在上海的湖南学生还组织了“沪滨工读互助团”，半工半读，在学习的同时，为《劳动界》做收发、油印、编校工作。1920年10月，吴芳加入中国社会主义青年团。
1921年夏，吴芳赴俄，入莫斯科东方大学学习。1921年7月，中国共产党在上海成立，同年冬，旅俄的吴芳、刘少奇、罗觉、彭述之等一道转为中共党员。1923年暑假，化名彼洛夫的吴芳奉派苏联远东担任华工视察员，在华侨工人中开展活动。
1925年春，吴芳回国，4月与同乡张维桢同去上海，不久便派往南京工作。5月30日，上海等地发生了鎮壓工人运动的五卅惨案，吴芳返回上海，领导了浦口、浦镇铁路工人游行示威，并开展募捐活动。9月，吴芳担任中共浦口地委书记兼组织委员。12月，浦口地委改为南京地委，吴芳仍任地委书记。1926年6月，吴芳調回上海，改任中共闸北部委书记兼工人部长。
1926年9月，吴芳调赴山东，不久出任中共山东地方执行委员会书记。10月，山东地委改组成立中共山东区执行委员会，吴芳仍任书记。1927年4月27日至5月9日，中国共产党第五次全国代表大会在武汉召开，吴芳代表山东区委出席大会。5月20日，中共山东区委机关遭到破坏。6月，根据中共五大新党章规定，中共中央常委会议批准建立中共山东省委，吴芳任书记。9月，因遭政府通缉，吴芳被迫调离济南。10月，吴芳任中共青岛市执行委员会书记。
1928年3月，调回上海。1929年，调武汉，任湖北省工会党团书记。4月，當選為中共湖北省审查委员会委员。1930年3月，吴芳受党中央委派，同李震瀛一道前往武汉，重建了遭破坏的中共湖北省委。4月，参与领导召开汉口各界惨案后援大会，并兼任大会秘密指挥。7月，吴芳因遭人举报被捕，9月16日遭湖北省政府处决。